# 高野光司
高野 光司（たかの こうじ、1992年12月23日 - ）は東京都出身の元サッカー選手。ポジションはCB、MF。

## 来歴
地元の大岡山FCでサッカーを始める。小学6年生で既に160cmという大柄な身体を武器にトップ下やボランチのポジションを務め、比較的攻撃を重視したプレーをしていたが、同年の目黒区選抜にて高さを買われてセンターバックにコンバートされた。
ディフェンダーとして出場した東京ブロック選抜でのプレーで東京ヴェルディスタッフの目に留まり、同クラブのジュニアユースに所属することとなった。
ユースで守備力と展開力を向上させ、中学2年生時のナイキプレミアカップ優勝に貢献し、翌年のU-15日本代表に選出された。
ユースに昇格した後も最終ラインでのプレーを続けたが、トップチームへの練習参加後はボランチでのプレーも行うようになった。
2011年、トップチーム昇格を果たすも出場機会には恵まれず、翌年ギラヴァンツ北九州へ期限付き移籍した。
2012年3月17日、松本山雅FC戦でデビュー。レギュラー定着を目指すも、2012年5月4日、練習中に負傷し、右頬骨弓骨折で離脱を余儀なくされた。
2013年1月13日、FC町田ゼルビアへ期限付き移籍。同年シーズン終了後、東京V・町田両方から退団が発表された。
2014年、アスルクラロ沼津へ移籍。
2015年、鹿児島ユナイテッドFCへ移籍。
2016年シーズンをもって現役を引退した。

## 所属クラブ
ユース経歴
- 大岡山FC
- 2005年 - 2007年 ヴェルディジュニアユース
- 2008年 - 2010年 東京ヴェルディユース (日出高校)
  - 2010年  東京ヴェルディ (2種登録)

プロ経歴
- 2011年 - 2013年  東京ヴェルディ
  - 2012年  ギラヴァンツ北九州 (期限付き移籍)
  - 2013年  FC町田ゼルビア (期限付き移籍)
- 2014年  アスルクラロ沼津
- 2015年 - 2016年  鹿児島ユナイテッドFC

## 個人成績
| 国内大会個人成績 | 国内大会個人成績 | 国内大会個人成績 | 国内大会個人成績 | 国内大会個人成績 | 国内大会個人成績 | 国内大会個人成績 | 国内大会個人成績 | 国内大会個人成績 | 国内大会個人成績 | 国内大会個人成績 | 国内大会個人成績 |
| 年度             | クラブ           | 背番号           | リーグ           | リーグ戦         | リーグ戦         | リーグ杯         | リーグ杯         | オープン杯       | オープン杯       | 期間通算         | 期間通算         |
| 年度             | クラブ           | 背番号           | リーグ           | 出場             | 得点             | 出場             | 得点             | 出場             | 得点             | 出場             | 得点             |
| 日本             | 日本             | 日本             | 日本             | リーグ戦         | リーグ戦         | リーグ杯         | リーグ杯         | 天皇杯           | 天皇杯           | 期間通算         | 期間通算         |
| ---------------- | ---------------- | ---------------- | ---------------- | ---------------- | ---------------- | ---------------- | ---------------- | ---------------- | ---------------- | ---------------- | ---------------- |
| 2010             | 東京VY           | 3                | -                | -                | -                | -                | -                | 1                | 0                | 1                | 0                |
| 2011             | 東京V            | 28               | J2               | 0                | 0                | -                | -                | 0                | 0                | 0                | 0                |
| 2012             | 北九州           | 23               | J2               | 2                | 0                | -                | -                | 0                | 0                | 2                | 0                |
| 2013             | 町田             | 4                | JFL              | 8                | 0                | -                | -                | -                | -                | 8                | 0                |
| 2014             | 沼津             | 20               | JFL              | 19               | 1                | -                | -                | -                | -                | 19               | 1                |
| 2015             | 鹿児島           | 14               | JFL              | 10               | 0                | -                | -                | 0                | 0                | 10               | 0                |
| 2016             | 鹿児島           | 14               | J3               | 7                | 0                | -                | -                | 0                | 0                | 7                | 0                |
| 通算             | 日本             | 日本             | J2               | 2                | 0                | -                | -                | 0                | 0                | 2                | 0                |
| 通算             | 日本             | 日本             | J3               | 7                | 0                | -                | -                | 0                | 0                | 7                | 0                |
| 通算             | 日本             | 日本             | JFL              | 37               | 1                | -                | -                | -                | -                | 37               | 1                |
| 通算             | 日本             | 日本             | 他               | -                | -                | -                | -                | 1                | 0                | 1                | 0                |
| 総通算           | 総通算           | 総通算           | 総通算           | 46               | 1                | 0                | 0                | 1                | 0                | 47               | 1                |

- 2010年はユース所属。
- Jリーグ初出場 - 2012年3月17日 J2第3節 vs松本山雅FC (長野県松本平広域公園総合球技場)

## 代表歴
- 2007年 U-15日本代表
- 2008年 U-16日本代表 - AFC U-16選手権2008
- 2009年 U-17日本代表 - 2009 FIFA U-17ワールドカップ

## タイトル
- 日本クラブユースサッカー選手権 (U-18)大会 (2010年)
- 東京都サッカートーナメント (2010年)